# NGC 2561
NGC 2561 ist eine Balken-Spiralgalaxie vom Hubble-Typ SBc im Sternbild Wasserschlange. Sie ist schätzungsweise 178 Millionen Lichtjahre von der Milchstraße entfernt.
Das Objekt wurde am 23. März 1887 von Lewis Swift entdeckt.